# Distrito electoral federal 5 de Guerrero
El V Distrito Electoral Federal de Guerrero es uno de los 300 distritos electorales en los que se encuentra dividido el territorio de México para la elección de diputados federales y uno de los 9 en los que se divide el estado de Guerrero. Su cabecera es Tlapa de Comonfort.
Desde la distritación de 2017, se forma con el territorio de 18 municipios de la región de La Montaña: Alcozauca de Guerrero, Alpoyeca, Atlamajalcingo del Monte, Cualác, Huamuxtitlan, Igualapa, Malinaltepec, Metlatónoc, Olinalá, Tlacoachistlahuaca, Tlapa de Comonfort, Tlalixtaquilla de Maldonado, Xalpatláhuac, Xochistlahuaca, Iliatenco y Cochoapa el Grande.

## Distritaciones anteriores

### Distritación 1996 - 2005
Entre 1996 y 2005 el distrito quinto se encontraba en la misma zona de la Montaña pero los municipios que lo integraban eran diferentes, siendo ubicado más hacia el norte que en la actualidad, lo integraban además de los municipios que en la actualidad los de Huamuxtitlán, Olinalá y Xochihuehuetlán; mientras que los de Atlixtac, Zapotitlán Tablas, José Joaquín de Herrera, Acatepec, San Luis Acatlán, Igualapa, Tlacoachistlahuaca y Xochistlahuaca se encontraban en otros distritos.

### Distritación 2005 - 2017
Para la distritación de 2005, el Distrito V de Guerrero se localizó en la región de La Montaña del estado de Guerrero, una de las regiones más abruptas, aisladas y económicamente subdesarrolladas de México; lo integran los municipios de Acatepec, Alcozauca de Guerrero, Alpoyeca, Atlamajalcingo del Monte, Atlixtac, Cochoapa del Grande, Copanatoyac, Igualapa, José Joaquín de Herrera, Malinaltepec, Metlatónoc, San Luis Acatlán, Tlacoapa, Tlacoachistlahuaca, Tlapa de Comonfort, Tlalixtaquilla de Maldonado, Xalpatláhuac, Xochistlahuaca y Zapotitlán Tablas.

## Diputados por el distrito
| Diputado                        | Grupo parlamentario | Legislatura     | Periodo     |
| ------------------------------- | ------------------- | --------------- | ----------- |
| Hipólito Herrera                |                     | III             | 1863 - 1865 |
| Vacante                         | Vacante             | IV              | 1867 - 1868 |
| Francisco Moctezuma             |                     | V               | 1869 - 1871 |
| Vacante                         | Vacante             | VI              | 1871 - 1873 |
| Hipólito Herrera                |                     | VII VIII        | 1873 - 1878 |
| Francisco Fernández             |                     | IX              | 1878 - 1880 |
| Luis Rojas Muñoz                |                     | X               | 1880 - 1882 |
| Cirilo R. Heredia               |                     | XI              | 1882 - 1884 |
| Julio T. Álvarez                |                     | XII             | 1884 - 1886 |
| Mariano Ortíz de Montescano     |                     | XIII            | 1886 - 1888 |
| Eutimio Cervantes               |                     | XIV XV XVI XVII | 1888 - 1896 |
| Alberto Ruiz Álvarez (Suplente) |                     | XVIII           | 1896 - 1898 |
| Carlos de Olaguíbel y Arista    |                     | XIX             | 1898 - 1900 |
| Ramón Corona                    |                     | XX              | 1900 - 1902 |
| Francisco Romero                |                     | XXI             | 1902 - 1904 |
| Jesús Urueta                    |                     | XXII            | 1904 - 1906 |
| Vacante                         | Vacante             | XXIII           | 1906 - 1908 |
| José Castelló                   |                     | XXIV            | 1908 - 1910 |
| Jesús Urías                     |                     | XXV             | 1910 - 1912 |
| Eduardo Neri                    |                     | XXVI            | 1912 - 1913 |
| Vacante                         | Vacante             | Constituyente   | 1916 - 1917 |
| Simón Ventura                   |                     | XXVII           | 1917 - 1918 |
| Norberto García                 |                     | XXVIII          | 1918 - 1920 |
| Adolfo Cienfuegos y Camus       |                     | XXIX            | 1920 - 1922 |
| Arturo Martínez Adame           |                     | XXX             | 1922 - 1924 |
| Alberto Vásquez del Mercado     |                     | XXXI            | 1924 - 1926 |
| Francisco S. Carreto            | PLG                 | XXXII XXXIII    | 1926 - 1930 |
| Ocampo Nabor Bolaños            |                     | XXXIV           | 1930 - 1932 |
| Cirilo L. Heredia               |                     | XXXV            | 1932 - 1934 |
| Alberto F. Berber               |                     | XXXVI           | 1934 - 1937 |
| Nabor Adalberto Ojeda Caballero |                     | XXXVII          | 1937 - 1940 |
| Jesús Muñoz Vergara             |                     | XXXVIII         | 1940 - 1943 |
| Donato Miranda Fonseca          |                     | XXXIX           | 1943 - 1946 |
| Alejandro Sánchez Castro        |                     | XL              | 1946 - 1949 |
| Caritino Maldonado Pérez        |                     | XLI             | 1949 - 1952 |
| Dámaso Lanche Guillén           |                     | XLII            | 1952 - 1955 |
| Aarón Peláez Salazar            |                     | XLIII           | 1955 - 1958 |
| Herón Varela Alvarado           |                     | XLIV            | 1958 - 1961 |
| Simón Guevara Ramírez           |                     | XLV             | 1961 - 1964 |
| Arquímedes Catalán Guevara      |                     | XLVI            | 1964 - 1967 |
| Eusebio Mendoza Ávila           |                     | XLVII           | 1967 - 1970 |
| Ramón Uribe Urzúa               |                     | XLVIII          | 1970 - 1973 |
| Ismael Andraca Navarrete        |                     | XLIX            | 1973 - 1976 |
| Reveriano García Castrejón      |                     | L               | 1976 - 1979 |
| Ulpiano Gómez Rodríguez         |                     | LI              | 1979 - 1982 |
| Mario González Navarro          |                     | LII             | 1982 - 1985 |
| José Robles Catalán             |                     | LIII            | 1985 - 1988 |
| Blas Vergara Aguilar            |                     | LIV             | 1988 - 1991 |
| Juan José Castro Justo          |                     | LV              | 1991 - 1994 |
| Fernando Cruz Merino            |                     | LVI             | 1994 - 1997 |
| Juan José Castro Justo          |                     | LVII            | 1997 - 1999 |
| Ezequiel Campos Sánchez         | 1999 - 2000         | LVII            |             |
| Sergio Maldonado Aguilar        |                     | LVIII           | 2000 - 2003 |
| Javier Manzano Salazar          |                     | LIX             | 2003 - 2006 |
| Víctor Aguirre Alcaide          |                     | LX              | 2006 - 2009 |
| Sofío Ramírez Hernández         |                     | LXI             | 2009 - 2012 |
| Vicario Portillo Martínez       |                     | LXII            | 2012 - 2015 |
| Victoriano Wences Real          |                     | LXIII           | 2015 - 2018 |
| Javier Manzano Salazar          |                     | LXIV            | 2018 - 2021 |
| Victoriano Wences Real          |                     | LXV             | 2021 -      |

## Resultados electorales

### 2009
|  | 7.05 % |

|  | 39.38 % |

|  | 35.58 % |

|  | 9.07 % |

|  | 2.01 % |

|  | 2.58 % |

|  | 0.26 % |

|  | 0.01 % |

|  | 4.05 % |

|  | 100.00 % |

### 1979 (elección extraordinaria)
| Elecciones federales de 1979                         | Elecciones federales de 1979                | Elecciones federales de 1979 | Elecciones federales de 1979  | Elecciones federales de 1979 | Elecciones federales de 1979 |
| Partido                                              | Partido                                     | Candidato                    | Candidato                     | Votos                        | Porcentaje                   |
| ---------------------------------------------------- | ------------------------------------------- | ---------------------------- | ----------------------------- | ---------------------------- | ---------------------------- |
|                                                      | Partido Acción Nacional                     |                              | Albino Rosendo Ortega Juárez  | 269                          |                              |
|                                                      | Partido Revolucionario Institucional        |                              | Ulpiano Gómez Rodríguez Hecho | 26,372                       |                              |
|                                                      | Partido Popular Socialista                  |                              | Eleuterio Altamirano Jaimes   | 211                          |                              |
|                                                      | Partido Auténtico de la Revolución Mexicana | No registró candidato        | No registró candidato         | No registró candidato        | No registró candidato        |
|                                                      | Partido Demócrata Mexicano                  |                              | Fernando Martínez Dorantes    |                              |                              |
|                                                      | Partido Comunista Mexicano                  |                              | Ramón Sosamontes              | 5,955                        |                              |
|                                                      | Partido Socialista de los Trabajadores      |                              | Sócrates Tomatzin Olea        | 992                          |                              |
| Total                                                | Total                                       | Total                        | Total                         |                              | \| \| 100.00 % \|            |
| Fuente: Colegio Electoral de la Cámara de Diputados. |                                             |                              |                               |                              |                              |
|                                                      | 100.00 %                                    |                              |                               |                              |                              |

### 1979 (elección ordinaria)
La elección ordinaria del Distrito V fue declarada nula por el Colegio Electoral de la Cámara de Diputados el 28 de agosto de 1979.
| Elecciones federales de 1979                         | Elecciones federales de 1979                | Elecciones federales de 1979 | Elecciones federales de 1979 | Elecciones federales de 1979 | Elecciones federales de 1979 |
| Partido                                              | Partido                                     | Candidato                    | Candidato                    | Votos                        | Porcentaje                   |
| ---------------------------------------------------- | ------------------------------------------- | ---------------------------- | ---------------------------- | ---------------------------- | ---------------------------- |
|                                                      | Partido Acción Nacional                     |                              | Albino Rosendo Ortega Juárez | Elección nula                | Elección nula                |
|                                                      | Partido Revolucionario Institucional        |                              | Rufino García Suazo          | Elección nula                | Elección nula                |
|                                                      | Partido Popular Socialista                  |                              | Agustín Romero Ignacio       | Elección nula                | Elección nula                |
|                                                      | Partido Auténtico de la Revolución Mexicana |                              | Arquímedes Quintero          | Elección nula                | Elección nula                |
|                                                      | Partido Demócrata Mexicano                  |                              | Tranquilino Juárez Lanchez   | Elección nula                | Elección nula                |
|                                                      | Partido Comunista Mexicano                  |                              | Othón Salazar                | Elección nula                | Elección nula                |
|                                                      | Partido Socialista de los Trabajadores      |                              | Patricio Abarca Martínez     | Elección nula                | Elección nula                |
| Fuente: Colegio Electoral de la Cámara de Diputados. |                                             |                              |                              |                              |                              |